# Proteïna-cinasa Mζ
La proteïna-cinasa Mζ' (en anglès:Protein kinase C, zeta (PKCζ), també coneguda com a PRKCZ), és un enzim que en els humans es codifica pel gen PRKCZ. El gen PRKCZ codifica com a mínim dos transcripcions alternatives, la de llargada completa PKCζ i una forma truncada N-terminal m PKMζ. El PKMζ es creu que és el responsable de mantenir a llarg termini les memòries en el cervell. La importància del PKCζ en la creació i manteniment de la potenciació a llarg termini (long-term potentiation) va ser descrita primer per Todd Sacktor et al. a la State University of New York a Brooklyn el 1993.

## Estructura
El PKC-zeta té un N-terminal regulador de domini, seguit d'una regió i un C-terminal de domini catalític. Els segons missatgers (Second messengers) estimulen els PKCs enllaçant el domini regulador, translocant l'enzim des del citosol a membrana.